# اندیس خاک صنعتی چمبل عمارلو
خاک صنعتی چمبل عمارلوی رودبار یک اندیس غیرفلزی است که در حوالی شهر جیرنده استان گیلان قرار دارد و مادهٔ معدنی موجود در آن، خاک صنعتی است.سنگ میزبان این اندیس پالئوژن است